# CSA Group
El Grup CSA (anteriorment Associació Canadenca d'Estàndards; CSA) és una organització d'estàndards que desenvolupa estàndards en 57 àrees. La CSA publica estàndards en format imprès i electrònic, i ofereix serveis de formació i assessorament. La CSA està formada per representants de la indústria, el govern i grups de consumidors.
La CSA va començar com a Canadian Engineering Standards Association (CESA) el 1919, amb l'autorització federal per crear estàndards. Durant la Primera Guerra Mundial, la manca d'interoperabilitat entre els recursos tècnics va conduir a la formació d'un comitè d'estàndards.
La CSA està acreditada pel Consell d'Estàndards del Canadà, una corporació de la corona que promou l'estandardització voluntària al Canadà. Aquesta acreditació verifica que la CSA és competent per dur a terme funcions de desenvolupament i certificació d'estàndards, i es basa en criteris i procediments reconeguts internacionalment.
La marca registrada CSA demostra que un producte ha estat provat i certificat de manera independent per complir amb els estàndards reconeguts de seguretat o rendiment.

## Història
Durant la Primera Guerra Mundial, la manca d'interoperabilitat entre els recursos tècnics va provocar frustració, lesions i morts. Gran Bretanya va sol·licitar que el Canadà formés un comitè d'estàndards.
Sir John Kennedy, com a president del Comitè Assessor Canadenc d'Enginyers Civils, va dirigir la investigació sobre la necessitat d'una organització canadenca de normes independent. Com a resultat, es va establir l'Associació Canadenca de Normes d'Enginyeria (CESA) el 1919. La CESA va tenir una autorització federal per crear normes. Al principi, atenien necessitats específiques: peces d'avions, ponts, construcció d'edificis, treballs elèctrics i cables d'acer. Les primeres normes publicades per la CESA van ser per a ponts ferroviaris d'acer, el 1920.

La marca de certificació CSA

El 1927, la CESA va publicar el Codi Elèctric Canadenc. L'aplicació del codi exigia proves de productes, i el 1933, la Comissió d'Energia Hidroelèctrica d'Ontario es va convertir en l'única font de proves a tot el país. El 1940, la CESA va assumir la responsabilitat de provar i certificar productes elèctrics destinats a la venda i instal·lació al Canadà. La CESA va passar a anomenar-se Associació Canadenca d'Estàndards (CSA) el 1944. La marca de certificació es va introduir el 1946.
Tom Pashby va esdevenir president de la CSA el 1975, i va treballar durant dues dècades per establir estàndards per als fabricants de cascos d'hoquei sobre gel i cascos de lacrosse.
El 1984, CSA va establir QMI, l'Institut de Gestió de la Qualitat per al registre de la norma ISO9000 i altres normes. El 1999, es va establir CSA International per proporcionar serveis internacionals de proves i certificació de productes, mentre que CSA va canviar el seu enfocament principal al desenvolupament de normes i la formació. El 2001, aquestes tres divisions es van unir sota el nom de CSA Group. El 2004, OnSpeX es va llançar com la quarta divisió de CSA Group. El 2008, QMI es va vendre a SAI-Global per 40 milions de dòlars.
El 2009, CSA va comprar SIRA.

## Desenvolupament d'estàndards
La CSA existeix per desenvolupar estàndards. Entre les cinquanta-set àrees d'especialització diferents hi ha la gestió empresarial i els estàndards de seguretat i rendiment, incloent-hi els d'equips elèctrics i electrònics, equips industrials, calderes i recipients a pressió, aparells de manipulació de gas comprimit, protecció del medi ambient i materials de construcció.
La majoria de normes són voluntàries, és a dir, no hi ha lleis que en requereixin l'aplicació. Malgrat això, l'adhesió a les normes és beneficiosa per a les empreses perquè demostra que els productes han estat provats independentment per complir amb certes normes. La marca CSA és una marca de certificació registrada i només la pot aplicar algú que tingui llicència o autorització per fer-ho per part de la CSA.
La CSA va desenvolupar la sèrie CAN/CSA Z299, ara anomenada N299, d'estàndards d'assegurament de la qualitat, que encara s'utilitzen avui dia. Són una alternativa a l'estàndard de gestió de qualitat ISO 9001, específic per a les empreses que subministren béns a les centrals nuclears. Actualment  El quaranta per cent de totes les normes emeses per la CSA es fan referència a la legislació canadenca.
La CSA ha desenvolupat moltes normes rellevants en el camp elèctric, inclòs el Codi Elèctric Canadenc (CEC). La norma CSA C22.2 per a conductes rígids de tipus EB1 i DB2/ES2, tubs ENT, per aclarir i unificar les especificacions d'instal·lació de cables i conductes elèctrics i per regular la fabricació, el rendiment i el marcatge dels conductes de PVC.
Les lleis de moltes jurisdiccions d'Amèrica del Nord exigeixen que certs productes siguin provats per un organisme oficialment reconegut per a aquest propòsit per verificar el compliment dels estàndards. CSA Group està acreditat per fer-ho en diverses àrees per la SCC al Canadà i l'OSHA als Estats Units (com a Laboratori d'Assajos Reconegut a Nivell Nacional).